# Tylochares anaxia
Tylochares anaxia är en fjärilsart som beskrevs av Turner 1947. Tylochares anaxia ingår i släktet Tylochares och familjen mott. Inga underarter finns listade i Catalogue of Life.